# Rani plamenec
Rani plamenec (znanstveno ime Pyrrhosoma nymphula) je enakokrili kačji pastir iz družine škratcev (Coenagrionidae), eden najbolj razširjenih evropskih kačjih pastirjev, ki živi od juga Balkanskega polotoka do arktičnega kroga na severu Skandinavije. Slovensko ime je dobil po značilnosti, da začne izletavati med prvimi kačjimi pastirji v sezoni, natančen čas pa je odvisen od klimatskih pogojev.

## Opis
V dolžino doseže med 33 in 36 mm, od tega zadek 25 do 30 mm, zadnja krila pa merijo 19 do 24 mm.
V osnovi ima črno oprsje in rdeč zadek s širokim rumenim pasom na trebušni strani oprsja in parom vzdolžnih rdečih prog na hrbtnem. Samci imajo črne lise na vrhu zadnjih štirih členov zadka, samice pa imajo raznolik obseg črne obarvanosti zadka, od tanke črte na zgornjem (hrbtnem delu) vsakega člena, ki se zadaj razširi v liso, do popolne odsotnosti rdeče. Na podlagi teh razlik je opisanih več barvnih form, vendar med njimi ni ostre ločnice. P. nymphula f. melanotum ima zadek v celoti črn in tudi progi na oprsju sta v nekaterih primerih rumeni namesto rdeče, f. fulvipes pa je podobna samcu. Samice f. typica imajo nekoliko več črne na zadku, poleg tega pa še rumeno obrobo na bazi vsakega člena.
Zelo podobna vrsta je sorodna Pyrrhosoma elisabethae, od katere se rani plamenec loči le po nekaterih anatomskih podrobnostih, vendar je P. elisabethae izjemno redka in živi le na jugu Balkana.

## Habitat in razširjenost
Glede habitata rani plamenec ni izbirčen in se pojavlja tako ob stoječih kot hitro tekočih vodah, najpogosteje do nadmorske višine 700 m, prisoten pa je tudi v visokogorju Alp in Pirenejev do 2100 m nadmorske višine. Preferira vode, bogate s hranili in z delno osenčenimi bregovi, vendar ličinke uspevajo v zelo raznovrstnih vodnih telesih, od udornin v močno zakisanih šotnih barjih do hitro tekočih gorskih potokov.
V ugodnih razmerah odrasli letijo od konca aprila do srede avgusta, v višje ležečih predelih pa se lahko pojavijo šele bistveno kasneje.
Vrsta je izrazito evropska, saj poseljuje praktično ves kontinent, le na Balkanu je poselitev bolj razdrobljena. Izven Evrope je znanih le nekaj posamičnih najdb v Severni Afriki in Jugozahodni Aziji. V splošnem so samice z južnejših območij temnejše. Tudi v Sloveniji je splošno razširjena, vendar populacija nikjer ne dosega velike gostote. Ne na slovenski ne na evropski ravni ni ogrožena.